# 4EU+ European University Alliance
4EU+ European University Alliance (citata anche come 4EU+ Alliance) è un'associazione che riunisce sette università europee: la Charles University (Praga, Cechia), l'Università di Heidelberg (Germania), Université Paris-Panthéon-Assas e Sorbonne Université (Parigi, Francia), l'Università di Copenaghen (Danimarca), l'Università di Ginevra (Svizzera), l'Università degli Studi di Milano (Italia) e l'Università di Varsavia (Polonia).

## Obiettivi
L'Alleanza 4EU+ ha come obiettivo lo sviluppo di una cooperazione nei settori della formazione e dell'insegnamento, della ricerca e dell'amministrazione.
La realizzazione di un sistema universitario integrato si sviluppa attorno a quattro temi principali, le Flagship dell'Alleanza:
- Salute e cambiamenti demografici nei contesti urbani;
- Europa: multilinguismo, pluralità, cittadinanza;
- Digitalizzazione - modellazione - trasformazione;
- Transizione ambientale.

## Membri dell'Alleanza
L'Alleanza è composta da università pubbliche di sette paesi europei, distribuite nelle quattro aree geografiche per le quali sono state adottate strategie macroregionali dell'UE (regione adriatico-ionica, regione alpina, regione del Mar Baltico, regione del Danubio):
- Germania: Università di Heidelberg, in tedesco: Universität Heidelberg
- Danimarca: Università di Copenaghen, in danese: Københavns Universitet
- Francia: Università Panthéon-Assas, Parigi, in francese: Université Paris-Panthéon-Assas e Università della Sorbona, Parigi, in francese: Sorbonne Université, Paris
- Italia: Università degli Studi di Milano
- Polonia: Università di Varsavia, in polacco: Uniwersytet Warszawski
- Cechia: Charles University, in ceco: Univerzita Karlova
- Svizzera: Università di Ginevra, Svizzera, in francese: Université de Genève, Suisse